# John Warburton

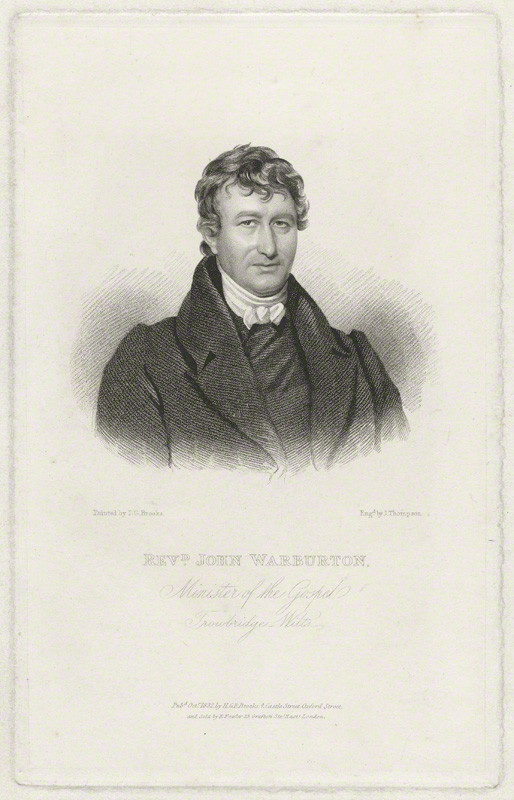
Afbeelding van Warburton uit 1832.

John Warburton was een Britse Strict Baptist predikant en zogenaamde oudvader uit de 18e en 19e eeuw. Hij trouwde met Lydia. Hij en z'n vrouw kregen 11 kinderen: Sarah, William, James, Elisabeth, Leah, Rachel, Gideon, Manoach, Ruth, Rhoda en John. Tussen William en James kregen ze een jongetje wat vlak na de geboorte overleed. Rhoda overleed op drie-jarige leeftijd.
Warburton werd op 28 oktober 1776 geboren in Stand, in de omgeving van Manchester. Aanvankelijk verdiende hij zijn brood als linnenwever. In 1809 wordt hij gedoopt door de baptistenpredikant William Gadsby. In hetzelfde jaar wordt hij leraar te Rochdale. Zes jaar later neemt hij een beroep aan naar het zuidwestelijk gelegen Trowbridge. Die gemeente heeft hij 42 jaar, tot zijn overlijden in 1857 gediend. Warburton was zeer geliefd en zijn gemeente en door hen is een groot grafmonument bekostigd. Zijn zoon heette eveneens John Warburton en was onder meer predikant in de Southill Strict Baptist Chapel.
Naast zijn boek Weldadigheden van een Verbonds-God zijn nog enige brieven en enkele preken van Warburton bewaard gebleven. Tien van zijn preken werden in 1976 uitgegeven onder de titel The gospel of a Covenant God. In 1996 verscheen een Engelstalige biografie over Warburton: John Warburton; servant of a Covenant-God beschreven door ds. J.R. Broome, predikant van de Strict Baptist-gemeente te Trowbridge. Een jaar later werd dit boek in het Nederlands vertaald.

## Trivia
- Niet alleen bij de Strict Baptist, maar ook in de bevindelijk gereformeerde kerken in Nederland wordt Warburton nog veel gelezen en staat bekend als zogenaamde Oudvader.